# Marian Woronin
Marian Jerzy Woronin (Grodzisk Mazowiecki, 13 agosto 1956) è un ex velocista polacco.
È stato l'uomo bianco più veloce al mondo nei 100 metri piani, fino all'avvento del francese Christophe Lemaitre. Il suo record europeo di 10"00, ottenuto a Varsavia il 9 giugno 1984, ha resistito fino al 1988 quando è stato migliorato dal 9"97 del britannico Linford Christie ai Giochi olimpici di Seul.

## Biografia
Ha conseguito il primo successo internazionale nel 1977 conquistando il bronzo nei 60 metri piani agli Europei indoor di San Sebastián. Nel 1978 vince la medaglia d'oro ai Campionati europei di Praga correndo come ultimo frazionista della staffetta 4×100 metri.
Per quattro anni consecutivi è stato campione europeo indoor nella velocità, avendo vinto la gara sui 60 metri nel 1979, nel 1980 e nel 1982, mentre nel 1981 ha vinto la gara sui 50 m disputatasi in luogo della tradizionale gara sui 60 m. Nella storia dei campionati europei indoor maschili una simile impresa è stata compiuta solo dal sovietico Valerij Borzov.
Nel 1980 ha conquistato la medaglia d'argento ai Giochi olimpici di Mosca nella staffetta 4 × 100 m. Nella stessa edizione delle Olimpiadi ha raggiunto la finale individuale dei 100 m, conclusa al 7º posto.
La sua ultima vittoria di prestigio è la medaglia d'oro conquistata nel 1987 agli Europei indoor di Liévin nei 60 metri.

## Record nazionali

### Seniores
- 50 metri piani indoor: 5"65 ( Grenoble, 21 febbraio 1981)
- 60 metri piani indoor: 6"51 ( Liévin, 21 febbraio 1987)
- 100 metri piani: 10"00 ( Varsavia, 9 giugno 1984)

## Palmarès
| Anno | Manifestazione  | Sede          | Evento      | Risultato  | Prestazione | Note                  |
| ---- | --------------- | ------------- | ----------- | ---------- | ----------- | --------------------- |
| 1975 | Europei indoor  | Katowice      | 60 m piani  | 4º         | 6"76        |                       |
| 1976 | Giochi olimpici | Montréal      | 100 m piani | Semifinale | 10"69       |                       |
| 1976 | Giochi olimpici | Montréal      | 200 m piani | Batteria   | 21"90       |                       |
| 1976 | Giochi olimpici | Montréal      | 4 × 100 m   | 4º         | 38"83       |                       |
| 1977 | Europei indoor  | San Sebastián | 60 m piani  | Bronzo     | 6"67        |                       |
| 1978 | Europei indoor  | Milano        | 60 m piani  | 4º         | 6"75        |                       |
| 1978 | Europei         | Praga         | 4 × 100 m   | Oro        | 38"58       | Record dei campionati |
| 1979 | Europei indoor  | Vienna        | 60 m piani  | Oro        | 6"57        | Record dei campionati |
| 1980 | Europei indoor  | Sindelfingen  | 60 m piani  | Oro        | 6"62        |                       |
| 1980 | Giochi olimpici | Mosca         | 100 m piani | 7º         | 10"46       |                       |
| 1980 | Giochi olimpici | Mosca         | 200 m piani | 7º         | 20"81       |                       |
| 1980 | Giochi olimpici | Mosca         | 4 × 100 m   | Argento    | 38"33       | Record nazionale      |
| 1981 | Europei indoor  | Grenoble      | 50 m piani  | Oro        | 5"65        | Record nazionale      |
| 1982 | Europei indoor  | Milano        | 60 m piani  | Oro        | 6"61        |                       |
| 1982 | Europei         | Atene         | 100 m piani | Bronzo     | 10"28       |                       |
| 1983 | Mondiali        | Helsinki      | 4 × 100 m   | 6º         | 38"72       |                       |
| 1987 | Europei indoor  | Liévin        | 60 m piani  | Oro        | 6"51        | Record nazionale      |

## Altre competizioni internazionali
1979
- Bronzo in Coppa del mondo ( Montréal), 100 m piani - 10"28
- Argento in Coppa Europa ( Torino), 100 m piani - 10"16
- Bronzo in Coppa Europa ( Torino), 200 m piani - 20"43
- Oro in Coppa Europa ( Torino), 4 × 100 m - 38"47

1981
- Oro in Coppa del mondo ( Roma), 4 × 100 m - 38"73
- Oro in Coppa Europa ( Zurigo), 4 × 100 m - 38"66

1985
- Oro in Coppa Europa ( Mosca), 100 m piani - 10"14